# Christian Levedag
Christian Levedag (* 17. April 1971) ist ein deutscher Jurist. Er ist seit dem 1. Oktober 2013 Richter am Bundesfinanzhof.

## Leben und Wirken
Levedag studierte nach dem Zweiten juristischen Staatsexamen an der University of London, um die Qualifikation „Master of Laws“ zu erwerben. 2000 wurde er mit der Dissertation „Die Begünstigung der gewerblichen Einkünfte“ zum Dr. jur. promoviert. Anschließend war er vier Jahre als Rechtsanwalt und Fachanwalt für Steuerrecht tätig. 2004 trat er in den Justizdienst des Landes Nordrhein-Westfalen ein und war dem Finanzgericht Köln zugewiesen. Von 2008 bis 2011 war Levedag als wissenschaftlicher Mitarbeiter an den Bundesfinanzhof abgeordnet.
Das Präsidium wies Levedag dem VIII. Senat zu, der vornehmlich für die Besteuerung von Kapitaleinkünften sowie von selbständigen Einkünften natürlicher Personen und von Personengesellschaften zuständig ist.